# Herman P. Goebel

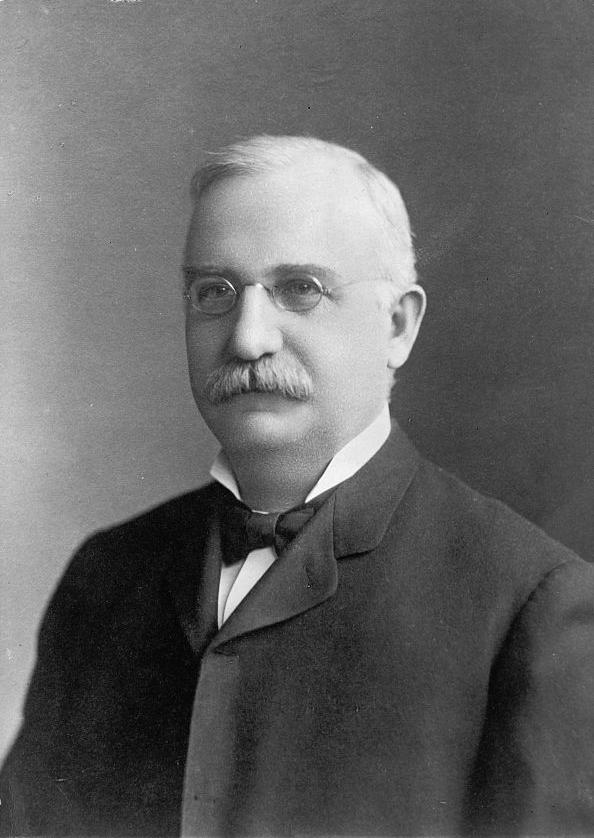
Herman P. Goebel

Herman Philip Goebel (* 5. April 1853 in Cincinnati, Ohio; † 4. Mai 1930 ebenda) war ein US-amerikanischer Politiker der Republikanischen Partei. Vom 4. März 1903 bis zum 3. März 1911 war er Mitglied des Repräsentantenhauses der Vereinigten Staaten für den 2. Kongressdistrikt des Bundesstaates Ohio.

## Leben
Goebel wurde in Cincinnati geboren und wuchs dort auch auf. Seine ersten beruflichen Erfahrungen machte er als Laufbursche bei einer Anwaltskanzlei. Er entschloss sich, ebenfalls Jura zu studieren. 1872 schloss er das Studium an der University of Cincinnati ab. 1874 ließ er sich dann als Rechtsanwalt zulassen, um fortan in einer eigenen Kanzlei tätig zu sein. In den Jahren 1875 und 1876 sammelte er im Repräsentantenhaus von Ohio erste politische Erfahrungen. Für den Hamilton County war er zwischen 1884 und 1890 als Richter tätig.
1902 wurde Goebel als Nachfolger von Jacob H. Bromwell ins US-Repräsentantenhaus gewählt. Seinen Sitz konnte er bei den folgenden drei Wahlen verteidigen. 1910 wurde er nicht mehr wiedergewählt. Anschließend war er bis zu seinem Tod wieder als Rechtsanwalt tätig.
Goebel starb am 4. Mai 1930 in seiner Geburtsstadt. Er wurde auf dem Spring Grove Cemetery beigesetzt.